# Dennis Hopson
Dennis Hopson é um ex-jogador de basquete norte-americano que foi campeão da Temporada da NBA de 1990-91 jogando pelo Chicago Bulls.